# Juaben
Juaben est une petite ville du district municipal d'Ejisu-Juaben, un district de la région Ashanti du Ghana.

## Histoire
La ville de Juaben possède un chef traditionnel, le Juabenhene. En 2022, un nouveau Juabenhene est nommé, il s'agit de Daasebre Oti Boateng. Cette succession se fait en compagnie de l'Asantehene en fonction, Osei Tutu II, car l'histoire qui relie Juaben à l'Empire ashanti remonte aux origines du Clan Oyoko. De plus Juaben est l'une des villes fondatrices de la première confédération Ashanti. 
Les relations entre Juaben, capitale du clan Oyoko, et Kumasi, capitale de l'Empire, sont houleuses. Elles sont à l'origine de plusieurs conflits de succession. En 1875, l'ancienne ville est abandonnée à la suite de ces confits et la population migre. Une nouvelle ville est créée à partir de 1907.

## Géographie
La ville est proche de la capitale du district municipal d'Ejisu-Juaben, Ejisu. Ses coordonnées géographiques sont 6° 49' 0" Nord, 1° 26' 0" Ouest.

## Agriculture
Trois types de sols couvrent la zone et permettent de cultiver le cacao, le café, le palmier à huile et les agrumes ; les légumes de saison sèche comme les patates douces, la canne à sucre et le riz ; et les cultures annuelles et semi-pérennes telles que le plantain, le taro et les bananes. 